# Jernej Molan
Jernej Molan, slovenski teritorialec, * 22. oktober 1951, Brežice, † 27. junij 1991, Rigonce.
Bil je prva žrtev med teritorialci med slovensko osamosvojitveno vojno.

## Življenje
Jernej Molan je bil doma v Bukošku. Že v otroštvu je bil zelo živahen in je kazal zanimanje za najrazličnejše športe. V osnovni šoli se je izkazal kot dober telovadec. Po osnovni šoli se je izučil za prodajalca in se zaposlil na Posavju. 16 let je delal v tedanji Elektrotehni. Z ženo Olgo si je ustvaril družino in postal oče dveh hčera – Jasmine (1985) in Jerneje (1991). Aktiven je bil v Prostovoljnem gasilskem društvu Bukošek, kjer je leta 1988 postal tudi predsednik. V tem času se je začel graditi prizidek s sodobno gasilsko orodjarno. Bil je član Lovske družine Brežice in ustanovitelj društva prijateljev narave.
V osamosvojitveni vojni je v akciji na mejnem prehodu Rigonce izgubil življenje, čeprav je njegovemu vodu uspelo izvršiti nalogo.

## Odlikovanja in nagrade
Leta 1992 je posmrtno prejel častni znak svobode Republike Slovenije z naslednjo utemeljitvijo: »za izjemne zasluge pri obrambi svobode in uveljavljanju suverenosti Republike Slovenije«.
Po njem so 27. junija 2012 poimenovali Vojašnico Jerneja Molana, ki se je do tedaj imenovala Vojašnica Cerklje ob Krki.
Leta 2021 je prejel še naziv častnega občana Občine Brežice.